# Riccardo Frizza
Riccardo Frizza (Brescia, Italia, 14 de diciembre de 1971) es un director de orquesta italiano, especializado en la dirección de óperas.

## Vida
Estudió en las academias de música de Milán, Pescara con Gilberto Serembe y en Verona fue discípulo de Gianluigi Gelmetti en la Accademia Chigiana entre 1996 y 1999. 

## Carrera
Hasta el año 2000 fue director de la orquesta sinfónica de su ciudad natal.
Dirigió el Festival Rossini de Pésaro, el Festival de los Dos Mundos en Espoleto, Festival de Martina Franca, Festival Verdi en Parma, Verona, Brescia, en el “Teatro Verdi” en Busseto, Bergamo, Roma, Bolonia, Turín, Génova y Florencia entre otras plazas líricas italianas.
Internacionalmente ha dirigido, entre otras, Luisa Miller en Leipzig, I Capuleti e i Montecchi en Bilbao, La fille du régiment en Washington, Rigoletto en Tokio, Maria Stuarda en Houston, Tancredi en Madrid, Aida en Seattle, Il barbiere di Siviglia en Dresde, Simon Boccanegra en Hamburgo, Don Giovanni en Viena, I Capuleti e i Montecchi en Barcelona.
Debutó en el Metropolitan Opera de Nueva York en el año 2009 con Rigoletto e Il trovatore, regresó en la temporada 2010 para el estreno en el teatro de Armida de Rossini con la soprano Renée Fleming.

## Discografía
- Donizetti: La hija del regimiento. Génova, DVD.
- Donizetti: Maria Stuarda. Macerata 2007 DVD.
- Bellini-Donizetti. Recital Juan Diego Florez.
- Martinu: Mirandolina. ONBelarus.
- Rossini: Tancredi. Florencia, DVD.
- Rossini. Mathilde de Shabran.
- Verdi: Nabucco. Génova, DVD.
- Verdi. Erwin Schrott recital (Decca).